# 達拉斯縣 (阿肯色州)
達拉斯縣（英語：Dallas County）是位於美国阿肯色州南部的一個縣，面積1,731平方公里，根據2020年美國人口普查，共有人口6,482人。縣治福代斯。該縣成立於1845年1月1日，縣名紀念第十一任美国副总统喬治·M·達拉斯。